# L'Amour à la chaîne

L'Amour à la chaîne est un film français réalisé par Claude de Givray, sorti en 1965.

## Synopsis
Une jeune femme se livre à la prostitution.

## Fiche technique
- Réalisation : Claude de Givray
- Scénario : Claude de Givray et Bernard Revon
- Directeur de la photographie : Roger Fellous
- Musique : Georges Delerue
- Montage : Jean-Marie Gimel
- Sociétés de production : Roal Films, Donjon Films, C.F.F.P.
- Pays d'origine :  France
- Date de sortie : France, 11 août 1965
- Mention CNC : interdit -16 ans (visa no 29084 délivré le 2 février 1965)[1]

## Distribution
- Jean Yanne : Tropos
- Valeria Ciangottini : Catherine
- Jacques Destoop : Paul
- Perrette Pradier : Corinne
- Maria Rosa Rodriguez : Barbara
- Anne-Marie Coffinet : Juliette
- Amarande : Mélanie
- Jean-Marie Fertey : Thanatos
- Marie-Noëlle Gresset